# Хартакнут
Хартакнут или Кнут III (дански: Hardeknud; око 1018 — 8. јун 1042) је био краљ Данске (1035—1042) и краљ Енглеске (1040—1042).
Био је син енглеског, данског и норвешког краља Кнута Великог и Еме од Нормандије. Данском управља као Кнутов вазал до 1035. године када, након очеве смрти, постаје једини краљ Данске. Магнус Добри преузима контролу над Норвешком, а од 1040. године Хартакнут је и краљ Енглеске. Умро је 1042. године.

## Детињство и младост
Хартакнут је рођен убрзо након склапања брака својих родитеља јула или августа 1017. године. Хартакнутов отац Кнут отерао је своју прву жену Елфгифу од Нортхемптона и оженио Ему од Нормандије. Према Encomium Emmae Reginae, Кнут и Ема су се договорили да деца из њиховог брака имају предност приликом наслеђивања у односу на децу Кнута и Елфгифе. Године 1023. Ема и Хартакнут су организовали превоз тела мученика Светог Елфхеха из Лондона у Кентербери. Према Хартакнутовом биографу, Јану Хауарду, Кнут је признао наследна права свога сина Хартакнута.

## Краљ Данске
Данска је 1020-их година угрожена од Норвешке и Шведске. Кнут, чија је престоница била у Енглеској, одлучио је да учврсти своју власт у Данској постављајући свога сина за краља уместо кога управља савет на челу са Кнутовим шураком Улфом. Улф се показао нелојалним и данске провинције отуђио од Кнута навевши их да прихвате Хартакнута као врховног краља. Године 1027. Кнут је са својом флотом стигао у Данску. Хартакнуту је опростио непослушност због младости, а Улфа је убио. Кнут је следеће, 1028. године, освојио целу Норвешку. Вратио се у Енглеску исте године остављајући Хартакнута да управља Данском.
Кнут је у Норвешкој оставио краља Хакона Ериксона да влада као дански вазал. Међутим, Хакон се 1029. године удавио те је Кнут именовао свога сина Свена да влада Норвешком уз помоћ Елфгифом (Кнутовом првом женом) и Свеновом мајком. Свенова мајка била је непопуларна због високих пореза које је наметала норвешком становништву и фаворизовања данских племића. Син протераног норвешког краља, Магнус Добри, преузео је власт у Норвешкој 1035. године. Свен је побегао код Хартакнута. Свен је тражио помоћ од Хартакнута, али је овај одбио да му је пружи не осећајући потребу да због тако мале територије покреће војску. Свен је, потом, затражио помоћ и од свог оца, али је у Данској примио вест о његовој смрти (12. новембар 1035. година).
Након Кнутове смрти, Хартакнут је постао и званично једини краљ Данске (као Кнут III). Хартакнут због стања у Данској није могао преузети и енглеску круну те је договорено да власт преузме Харолд I, Хартакнутов и Свенов брат, као регент. Ема од Нормандије држала је Весекс. Међутим, према Англосаксонској хроници, Харолд је у Енглеској стекао велику популарност због чега се 1037. године одрекао обавеза према Хартакнуту. Становништво је стало на његову страну јер Хартакнут дуго није боравио у Енглеској. Хартакнут две године касније са десет година креће у посету својој мајци која се преселила у Бриж. Инвазију на Енглеску је одложио јер се Харолд тешко разболео те је било јасно да ће ускоро умрети.
Хартакнут је намеравао да зарати против Магнуса и тиме помогне своме брату Свену. Међутим, Свен је умро 1036. године. Хартакнут је намеравао да ратује за свој рачун, али је убрзо закључио мир са Магнусом јер, након Свенове смрти, није имао озбиљног кандидата за норвешки престо. Хартакнут је више пута показао како је склон да избегне ратове и кампање. Јан Хауард за годину потписивања споразума узима 1036. док га други историчари датирају у 1039. години.

## Краљ Енглеске
Ема од Нормандије је из Брижа планирала да освоји енглески престо за свога сина. Она је успела да Хартакнута убеди да 1039. године изврши инвазију на Енглеску. Марта 1040. године Харолд је умро. Хартакнут и његова мајка допловили су у Енглеску 17. јуна 1040. године са флотом од само 62 брода. Хартакнут, иако позван да преузме престо, дошао је у Енглеску као освајач. Ипак, и након преузимања енглеске круне, Хартакнут је остао да влада из Данске. Разлог за то вероватно је опасност од Магнуса Доброг који је претио из Норвешке. Харолд је непосредно пред своју смрт убио Алфреда Етелинга, млађег Хартакнутовог брата (Кнутовог и Еминог сина). Уз одобрење Харолдових бивших службеника, његово тело је ексхумирано и одсечена му је глава. Тело му је бачено у Темзу.
Годвин, моћни гроф Весекса, био је саучесник у Харолдовом злочину. Он је Алфреда предао Харолду. Ема га је оптужила, али је на суду ослобођен јер је нашао сведоке да је поступао по Харолдовом наређењу. Хартакнуту је поклонио богато украшен брод. За учествовање у убиству Алфреда осумњичен је и бискуп Лифинг од Вустера, али је 1041. године помилован и враћен на функцију.
У Енглеској је постојао обичај да краљ влада у сарадњи са саветом (витаном). Међутим, Хартакнут је био решен да влада као и у Данској. Ова одлука била је још чвршћа услед тога што Хартакнут није у потпуности веровато енглеским грофовима. Енглеска флота је током Хартакнутове владавине удвостручена са 16 на 32 брода. Хартакнут је подигао и порезе. Виши порези поклопили су се са лошом жетвом што је изазвало озбиљне тешкоће сељака. Хартакнутови порезници били су толико сурови да су двојица 1041. године убијена у Вустеру од стране незадовољних сељака. Хартакнут је, сходно тамошњем непопуларном обичају, наредио да се спали град и побије становништво. Мали број људи заиста је настрадао. Многи су побегли пред краљевим људима.
Ерл Нортамбрије у доба Хартакнута био је Сивард, али је гроф Едвулф од Берниције владао северним делом Нортамбрије готово независно. Године 1041. Едвулф из непознатих разлога тражи опроштај од Хартакнута. Хартакнут му је опростио, али се са Сивардом договорио и организовао његово убиство. Сивард је постао гроф целе Нортамбрије. Убиство Едвулфа жестоко је осудила Англосаксонска хроника.
Малобројни сачувани историјски извори из овог периода сведоче о Хартакнутовој великодушности према цркви.

## Смрт
Хартакнут је боловао (вероватно од туберкулозе) и пре доласка на енглески престо. Знао је да неће дуго живети. Због тога је свог полубрата Едварда Исповедника (Еминог сина из брака са Етелредом Неспремним) прогласио за наследника. Хартакнут је умро неожењен и без деце. Дана 8. јуна 1042. године Хартакнут је присуствовао венчању племића Товија (Кнутовог барјактара). На свадби је вероватно конзумирао велику количину алкохола. Умро је док је држао здравицу у част невесте. Највероватнији узрок смрти је мождани удар изазван прекомерним узимањем алкохола, иако постоје теорије да је умро од срчаног удара.
Сархрањен је у Олд Минстеру у Винчестеру, где је сахрањен и његов отац Кнут. Ема од Нормандије поклонила је том приликом Њу Минстеру вредну реликвију, главу Светог Валентина.

## Породично стабло
|  |                                  |  |  |  |  |  |  |  |  |  |  |  |  |  |  |  |
|  | 16. Горм Стари                   |  |  |  |  |  |  |  |  |  |  |  |  |  |  |  |
|  |                                  |  |  |  |  |  |  |  |  |  |  |  |  |  |  |  |
|  |                                  |  |  |  |  |  |  |  |  |  |  |  |  |  |  |  |
|  | 8. Харалд Плавозуби              |  |  |  |  |  |  |  |  |  |  |  |  |  |  |  |
|  |                                  |  |  |  |  |  |  |  |  |  |  |  |  |  |  |  |
|  |                                  |  |  |  |  |  |  |  |  |  |  |  |  |  |  |  |
|  | 17. Тира                         |  |  |  |  |  |  |  |  |  |  |  |  |  |  |  |
|  |                                  |  |  |  |  |  |  |  |  |  |  |  |  |  |  |  |
|  |                                  |  |  |  |  |  |  |  |  |  |  |  |  |  |  |  |
|  | 4. Свен Рашљобради               |  |  |  |  |  |  |  |  |  |  |  |  |  |  |  |
|  |                                  |  |  |  |  |  |  |  |  |  |  |  |  |  |  |  |
|  |                                  |  |  |  |  |  |  |  |  |  |  |  |  |  |  |  |
|  | 18. (традиција) Олаф II Бјорнсон |  |  |  |  |  |  |  |  |  |  |  |  |  |  |  |
|  |                                  |  |  |  |  |  |  |  |  |  |  |  |  |  |  |  |
|  |                                  |  |  |  |  |  |  |  |  |  |  |  |  |  |  |  |
|  | 9. (традиција) Гирид Олафсдотир  |  |  |  |  |  |  |  |  |  |  |  |  |  |  |  |
|  |                                  |  |  |  |  |  |  |  |  |  |  |  |  |  |  |  |
|  |                                  |  |  |  |  |  |  |  |  |  |  |  |  |  |  |  |
|  | 2. Кнут Велики                   |  |  |  |  |  |  |  |  |  |  |  |  |  |  |  |
|  |                                  |  |  |  |  |  |  |  |  |  |  |  |  |  |  |  |
|  |                                  |  |  |  |  |  |  |  |  |  |  |  |  |  |  |  |
|  | 5. (легендарни) Сигрида Хорда    |  |  |  |  |  |  |  |  |  |  |  |  |  |  |  |
|  |                                  |  |  |  |  |  |  |  |  |  |  |  |  |  |  |  |
|  |                                  |  |  |  |  |  |  |  |  |  |  |  |  |  |  |  |
|  | 1. Хартакнут                     |  |  |  |  |  |  |  |  |  |  |  |  |  |  |  |
|  |                                  |  |  |  |  |  |  |  |  |  |  |  |  |  |  |  |
|  |                                  |  |  |  |  |  |  |  |  |  |  |  |  |  |  |  |
|  | 24. Викинг Роло                  |  |  |  |  |  |  |  |  |  |  |  |  |  |  |  |
|  |                                  |  |  |  |  |  |  |  |  |  |  |  |  |  |  |  |
|  |                                  |  |  |  |  |  |  |  |  |  |  |  |  |  |  |  |
|  | 12. Вилијам Дуги Мач             |  |  |  |  |  |  |  |  |  |  |  |  |  |  |  |
|  |                                  |  |  |  |  |  |  |  |  |  |  |  |  |  |  |  |
|  |                                  |  |  |  |  |  |  |  |  |  |  |  |  |  |  |  |
|  | 25. Попа од Бајеа                |  |  |  |  |  |  |  |  |  |  |  |  |  |  |  |
|  |                                  |  |  |  |  |  |  |  |  |  |  |  |  |  |  |  |
|  |                                  |  |  |  |  |  |  |  |  |  |  |  |  |  |  |  |
|  | 6. Ричард I од Нормандије        |  |  |  |  |  |  |  |  |  |  |  |  |  |  |  |
|  |                                  |  |  |  |  |  |  |  |  |  |  |  |  |  |  |  |
|  |                                  |  |  |  |  |  |  |  |  |  |  |  |  |  |  |  |
|  | 13. Спрота                       |  |  |  |  |  |  |  |  |  |  |  |  |  |  |  |
|  |                                  |  |  |  |  |  |  |  |  |  |  |  |  |  |  |  |
|  |                                  |  |  |  |  |  |  |  |  |  |  |  |  |  |  |  |
|  | 3. Ема од Нормандије             |  |  |  |  |  |  |  |  |  |  |  |  |  |  |  |
|  |                                  |  |  |  |  |  |  |  |  |  |  |  |  |  |  |  |
|  |                                  |  |  |  |  |  |  |  |  |  |  |  |  |  |  |  |
|  | 7. Гунора                        |  |  |  |  |  |  |  |  |  |  |  |  |  |  |  |
|  |                                  |  |  |  |  |  |  |  |  |  |  |  |  |  |  |  |
|  |                                  |  |  |  |  |  |  |  |  |  |  |  |  |  |  |  |